# Psammetich (Tyrann)
Psammetich (altgriechisch Ψαμμήτιχος Psammḗtichos), der Sohn des Gorgos, war der letzte Tyrann von Korinth. Da der Name Psammetich nicht griechischen Ursprungs ist, geht man davon aus, dass der Name wegen einer engen Verbundenheit zwischen den Kypseliden und dem ägyptischen Königshaus gewählt wurde.
Periander, der Tyrann von Korinth und Bruder des Vaters des Psammetich, hatte seinen jüngeren Sohn Lykophron als seinen Nachfolger bestimmt, da er den älteren Kypselos nicht für regierungsfähig hielt. Lykophron wurde jedoch ermordet, so dass Psammetich schließlich der nächste Tyrann, nach dem Tode Perianders, wurde. Nach nur dreijähriger Herrschaft wurde Psammetich gestürzt und erschlagen und die alte Regierungsform der Republik wiederhergestellt.
Nikolaos von Damaskus nennt als Nachfolger des Periander Kypselos II. Deshalb wurde spekuliert, ob hiermit Perianders erster Sohn gemeint ist oder ob Psammetichs Geburtsname Kypselos war und er erst später diesen Namen erhielt.